# モンタクート
モンタクート（伊: Montacuto）は、イタリア共和国ピエモンテ州アレッサンドリア県にある、人口約300人の基礎自治体（コムーネ）。

## 地理

### 位置・広がり
| 隣接するコムーネは以下の通り。 - アルベーラ・リーグレ - カンタルーポ・リーグレ - デルニーチェ - ファッブリカ・クローネ - グレミアスコ - サン・セバスティアーノ・クローネ |

### 地震分類
イタリアの地震リスク階級 (it) では、3 に分類される
。

## 行政

### 分離集落
モンタクートには、以下の分離集落（フラツィオーネ）がある。
- Benegassi, Costa dei Ferrai, Giara, Giarolo, Gregassi, Magroforte Inferiore, Poggio, Poldini, Restegassi, Serbaro, Solarolo